# Bandeira da Comunidade da África Oriental
A Bandeira da Comunidade da África Oriental é um dos símbolos oficiais da referida organização. Seu atual desenho foi adotado em 1997.

## História
A cooperação entre Quênia, Uganda e a Tanzânia foi formalizada pela primeira vez em 1948 pelo Alto Comissariado da África Oriental. O Alto Comissariado usava uma bandeira verde e azul com várias linhas finas entre elas: branca, preta, verde, amarela, verde, vermelha, branca. Isso fazia a bandeira parecer um tricolor horizontal verde-branco-azul com várias listras finas na faixa branca. As proporções das listras eram aproximadamente 7: 1: 1: 1: 1: 1: 1: 1: 7 verde, branco, preto, verde, amarelo, verde, vermelho, branco, azul. Na faixa superior havia três estrelas vermelhas de cinco pontas no canto superior, dispostas em triângulo com uma abaixo de duas.
Alto Comissariado foi substituído pela Organização de Serviços Comuns da África Oriental. A nova organização enfrentou dificuldades fiscais, políticas e econômicas, além da posição econômica dominante do Quênia. Em 1967, a Organização de Serviços Comuns da África Oriental foi substituída pela Comunidade da África Oriental. Este órgão visava fortalecer os laços entre os membros por meio de um mercado comum, uma tarifa aduaneira comum e uma gama de serviços públicos de forma a alcançar um crescimento econômico equilibrado na região. A Comunidade da África Oriental entrou em colapso em 1972 devido a diferenças políticas entre os estados membros. Durante todo esse período, a mesma bandeira usada pelo Alto Comissariado continuou sendo utilizada.

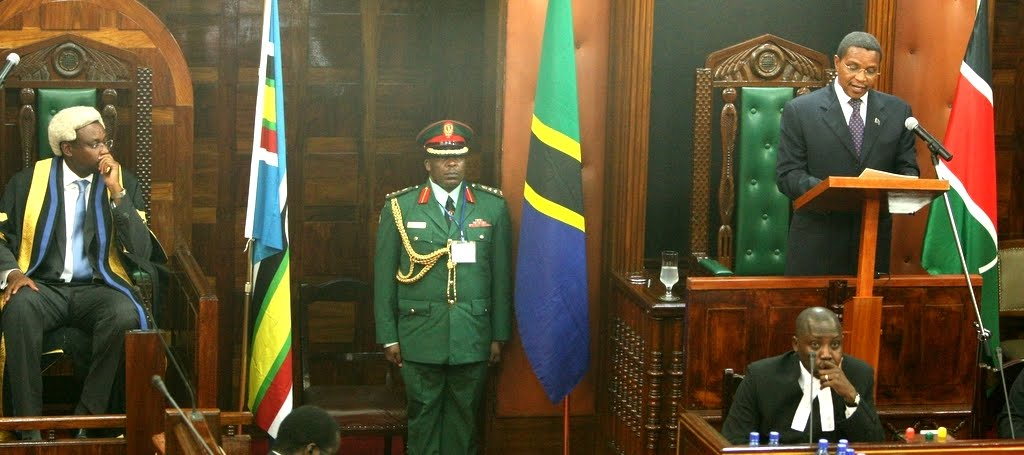
Jakaya Kikwete, presidente da Tanzânia discursa na CAO

Uma nova bandeira da África Oriental foi vista pela primeira vez no dia 9 de junho de 1997, durante as comemorações da organização em Uganda. O presidente de Uganda, Yoweri Museveni, apontou que isso seria "um sinal de que estamos trabalhando juntos para uma cooperação mais estreita na África Oriental". A bandeira usada nessa ocasia foi descrita como típica da maioria das bandeiras africanas, exagerada, com muitos detalhes, e no meio estava um pequeno mapa de Uganda, Quênia, Tanzânia, cercado por vários itens.
A bandeira foi resultado de um concurso e o produto é uma mistura das bandeiras de Uganda, Tanzânia e Quênia e o pequeno mapa, em um fundo azul. Os presidentes do Quênia, Uganda e Tanzânia concordaram em 1º de maio de 1997 em abolir a dupla tributação para seus nacionais e estabelecer um passaporte e uma bandeira da África Oriental. O acordo entra em vigor após publicação nos diários oficiais dos três países. A nova bandeira, uma combinação das cores nacionais dos três países, é um símbolo do novo acordo de cooperação na África Oriental.

## Características
seu desenho consiste m um retângulo dividido no seu comprimento em 9 faixas horizontais de largura desigual. O primeiro e o último são os mais grossos e são em azul. Uma listra branca mais fina separa o azul de uma listra preta e uma listra vermelha na parte superior e inferior da bandeira. Essas faixas, por sua vez, são separadas por uma faixa verde fina do meio, mais grossa, faixa amarela. A ordem de cores das listras é, portanto: azul, branco, preto, verde, amarelo, verde, vermelho, branco e azul.
No centro da bandeira, no meio da faixa amarela (estendendo-se ao longo do verde e nas faixas pretas e vermelhas) está o emblema do novo EAC. No centro está um mapa dos cinco países cercado por uma roda dentada que por sua vez é cercada por uma guirlanda verde no topo da qual estão as letras EAC em preto e abaixo são duas mãos entrelaçadas (em branco). Em torno dela está outra faixa circular em preto e branco e na parte inferir um listel branco de contorno verde que traz uma inscrição na língua suaíle "JUMUIYA YA AFRIKA MASHARIKI". As letras são serifadas na cor preta sobre fundo branco.
| Uganda | Quênia | Tanzânia | Ruanda | Burundi |
|        |        |          |        |         |

## Simbolismo

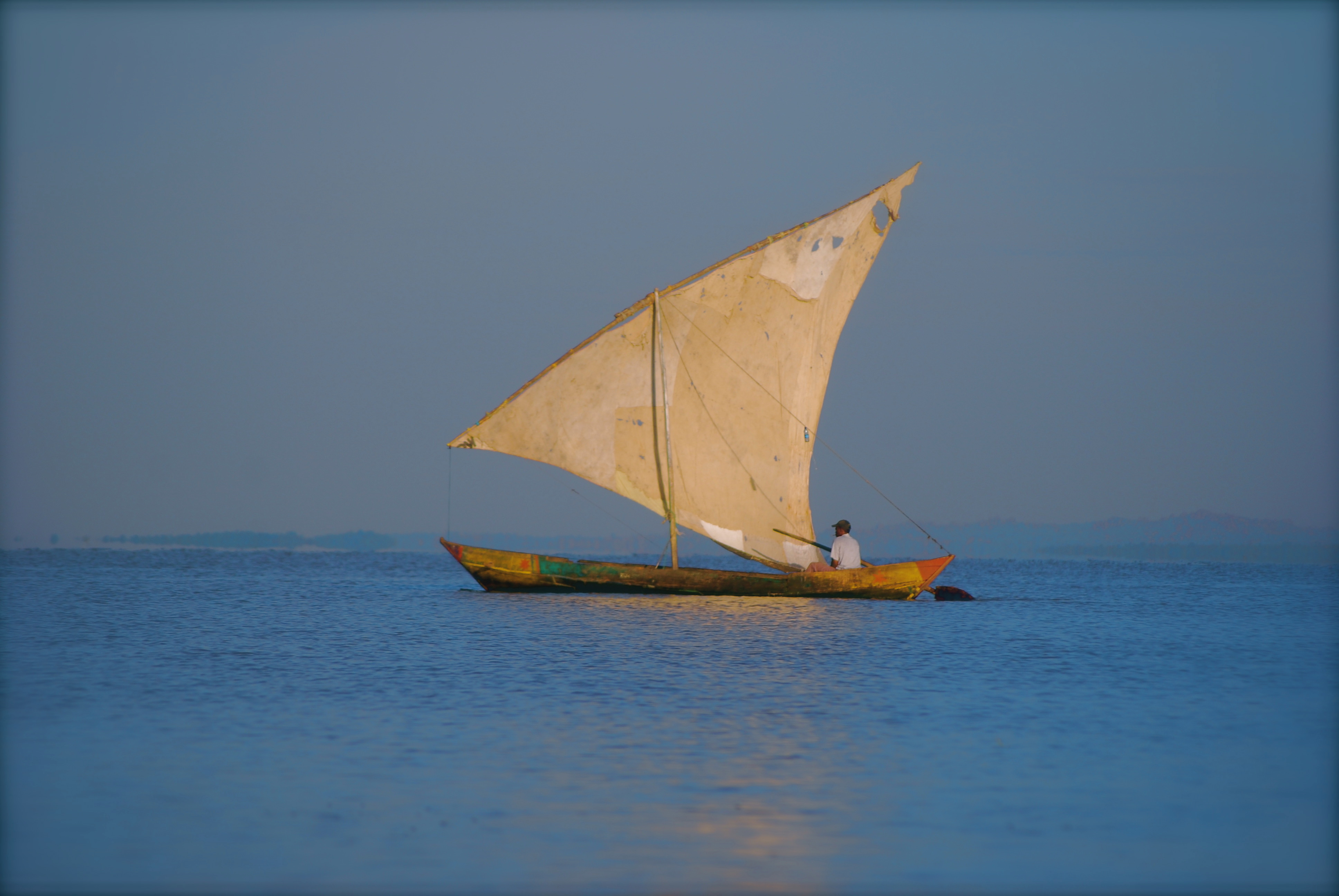
A cor azul da bandeira simboliza o lago Vitória

Fundo azul simboliza diretamente Lago Vitória, e a unidade dos Estados-membros da CAO, pois o largo é compartilhado pelos três países fundadores: Quênia, tanzânia e Uganda.
A cores branco, preto, verde, amarelo e vermelho representa as diferentes cores das bandeiras de cada um dos Estados Parceiros da EAC e o aperto de mão do emblema representam a união entre os países.

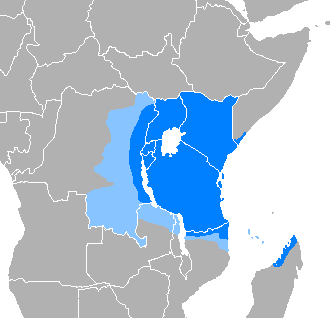
A língua suaíli é falada em todos os países da CAO e em alguns países vizinhos.

A inscrição em suaíle, no caso, Jumuiya ya Afrika Mashariki que significa, em português, "Comunidade da África Oriental" representa a importância desse idioma na região, pois é considerada uma língua franca no Leste Africano. Hoje, cerca de 90% da população da Tanzânia fala o suaíli, e um percentual um pouco menor no Quênia. 66 milhões de congoleses falam o idioma nas seis províncias orientais do país, fazendo com que essa língua já rivalize com o lingala como língua principal do Congo. Em Uganda, os baganda não falam o suaíli, mas cerca de 25 milhões de pessoas no resto do país têm essa língua como principal, visando a preparação para a Comunidade da África Oriental. Nos demais países o suaíli é mais usado nas cidades comerciais por refugiados ou perto das fronteiras com a Tanzânia e o Quênia. Mesmo assim o idioma é, possivelmente, mais falado que o hauçá da África do Oeste como a língua nativa mais falada na região subsaariana. Conforme o Banco Mundial, o suaíli é falado por 10 a 15% dos habitantes da África ao sul do deserto do Saara.